# Epipristis australis
Epipristis australis är en fjärilsart som beskrevs av Goldfinch 1929. Epipristis australis ingår i släktet Epipristis och familjen mätare. Inga underarter finns listade i Catalogue of Life.